# 陆武成
陆武成（1953年5月—），甘肃庆城人。男，汉族。中华人民共和国政治人物。1972年2月参加工作，1974年10月加入中国共产党。中央党校法学理论专业毕业。

## 生平
曾任金昌市市长、市委书记等职。2005年3月，任甘肃省人民政府副省长。2008年7月，任中共甘肃省委常委、中共兰州市委书记。2013年1月，任甘肃省人大常委会副主任、党组副书记。
2013年，担任全国人大代表。因涉嫌严重违纪违法，2015年2月1日，甘肃省第十二届人民代表大会第三次会议决定罢免其第十二届全国人民代表大会代表职务。
2015年1月23日，因涉嫌严重违纪违法，接受组织调查。他是中共十八大后被查的首位甘肃省高官。2015年5月被双开。经审理查明：2006年至2014年，被告人陆武成在担任甘肃省人民政府副省长、中共甘肃省委常委、兰州市委书记、甘肃省人大常委会副主任等职务期间，利用职务便利，在项目开发、规划审批、职务晋升等事宜上为他人谋取利益，非法收受他人财物，共计折合人民币1626.6155万元。
2016年11月17日，西安市中级人民法院公开宣判，陆武成以受贿罪判处有期徒刑十二年六个月，并处罚金人民币一百万元；对陆武成受贿所得财物予以追缴，上缴国库。